# Betty Abah
Betty Abah est une journaliste de presse écrite et une écrivaine. Par ailleurs, elle milite pour les droits des femmes et ceux des enfants. Elle est la fondatrice de CEE HOPE (en), Centre for Children’s Health Education, Orientation and Protection, une association qui protège les enfants, dans son pays.

## Biographie
Betty Abah est née le 6 mars 1974 à Oturkpo, au Nigeria.  Journaliste de presse écrite, elle est titulaire d'un master en littérature anglaise, des universités de Calabar et de Lagos.
Betty Abah défend plusieurs cas de violations des droits de l'homme, notamment dans la libération des lycéennes de Chibok, enlevées par les terroristes de Boko Haram, dans le nord-est du Nigeria, des campagnes pour les droits environnementaux des femmes du delta du Niger, le cas de tortures sur trois femmes d'Ejigbo, mais aussi l'enlèvement d'Ese Oruru (en).

## Source de la traduction
- (en) Cet article est partiellement ou en totalité issu de l’article de Wikipédia en anglais intitulé « Betty Abah » (voir la liste des auteurs).